# Parintins (gemeente)
Parintins is een gemeente in Amazonas, Brazilië. De plaats werd gesticht in 1793 en heeft meer dan 110.000 inwoners in een gebied van 7069 km².
In april 2000 werd in de stad de "conferentie over 500 jaar inheemse volken" gehouden. Maar de gemeente is voornamelijk bekend van het boi-bumbáfestival.
De plaats is zetel van het rooms-katholieke bisdom Parintins.

## Geografie
Parintins is gelegen aan de rechteroever van de rivier de Amazone op het eiland Tupinambarana.
Het reliëf van het gebied bestaat uit bossen, kale vlaktes, hooglanden, meren, eilanden en een kleine heuvelrug. Deze heuvelrug is de grens tussen de staten Amazonas en Pará. Parintins ligt op 420 km van Manaus. De manier van vervoer die het meest wordt gebruikt door de lokale bevolking is de regionale boot op de rivier.
De heuvel Rudge is 152 meter hoog, is omgeven door weelderige plantengroei en is rijk aan fauna en flora. Het Valériameer is gelegen naast de berg en wordt beschouwd als een poort naar het ecologische toerisme van de Amazone.

## De boi-bumbá
Het boi-bumbáfestival wordt jaarlijks in het weekend voor 24 juni gehouden.
De boi-bumbá is een populaire en wijdverspreide komisch-dramatische dans, waarin het verhaal van de dood en verrijzenis van een os wordt gevierd. Het feest begon in het einde van de 18e eeuw op de suikerplantages. De naam komt van het woord "bumbar" en betekent drummen, en wordt als kreet gezongen door het publiek om de os uit te dagen.
Het verhaal achter het boi-bumbá is een slavenpaar genaamd Catarina en Chico die op een boerderij werkten. Catarina was zwanger en had trek in de tong van een os, dus haar man probeerde een os te slachten. De eigenaar van de boerderij werd erg kwaad, omdat het zijn beste os was en probeerde het paar te vermoorden. Maar voordat hij dat kon doen verscheen Johannes de Doper in een droom aan de eigenaar en waarschuwde hem dat hij dat niet mocht doen. Curandeiros, geestelijke leiders, kwamen naar de boerderij en gebruikten de drum om de os te laten verrijzen uit de dood en de eigenaar van de boerderij was weer gelukkig.

## Aangrenzende gemeenten
De gemeente grenst aan Barreirinha, Nhamundá, Urucará, Urucurituba, Juruti (PA) en Terra Santa (PA).